# Johann Philipp Förtsch
Johann Philipp Förtsch (Wertheim, Francònia, 14 de maig de 1652 - Lübeck, 14 de desembre de 1732) fou un compositor alemany del Barroc.
En la seva joventut estudià medicina, viatjà per Països Baixos i França i després ingressà com a tenor en una companyia d'òpera alemanya que actuava a Hamburg. No tardà a compondre diverses òperes (tant la musica com la lletra de les mateixes), en la qual execució hi prengué part com a cantant.
Els esdeveniments polítics l'obligaren a abandonar la carrera artística, i llavors, per atendre a la subsistència, exercí la medicina, doctorant-se a Kiel. Fou metge del duc de Baden i, posteriorment, del bisbe de Lübeck.

## Òperes
- Creso (1684);
- La cosa impossible (1685);
- Alejandor in Sidón (1688);
- Eugenia (1688);
- Jerjes (1689);
- Caín i Abel (1689);
- Talestris (1690);
- Don Quixot (1690).